# Escut de Riola
L'escut de Riola és un símbol representatiu oficial del municipi valencià de Riola (Ribera Baixa). Té el següent blasonament:
| « | Escut quadrilong de punta redona. En camp de gules, un escussó d'or amb quatre pals de gules, acostat de dos corbs de sable. Per timbre, una corona reial oberta. | » |

## Història
Aprovat per Resolució de 4 de març de 2008, del vicepresident primer i conseller de Presidència, publicada al DOCV núm. 5.732, d'1 d'abril de 2008.
L'escut de Riola presenta tradicionalment els quatre pals i dos corbs en record del seu passat històric, lligat a la vila reial de Corbera, del terme municipal de la qual no es va independitzar fins al 1839.